# Relações entre Coreia do Sul e Estados Unidos

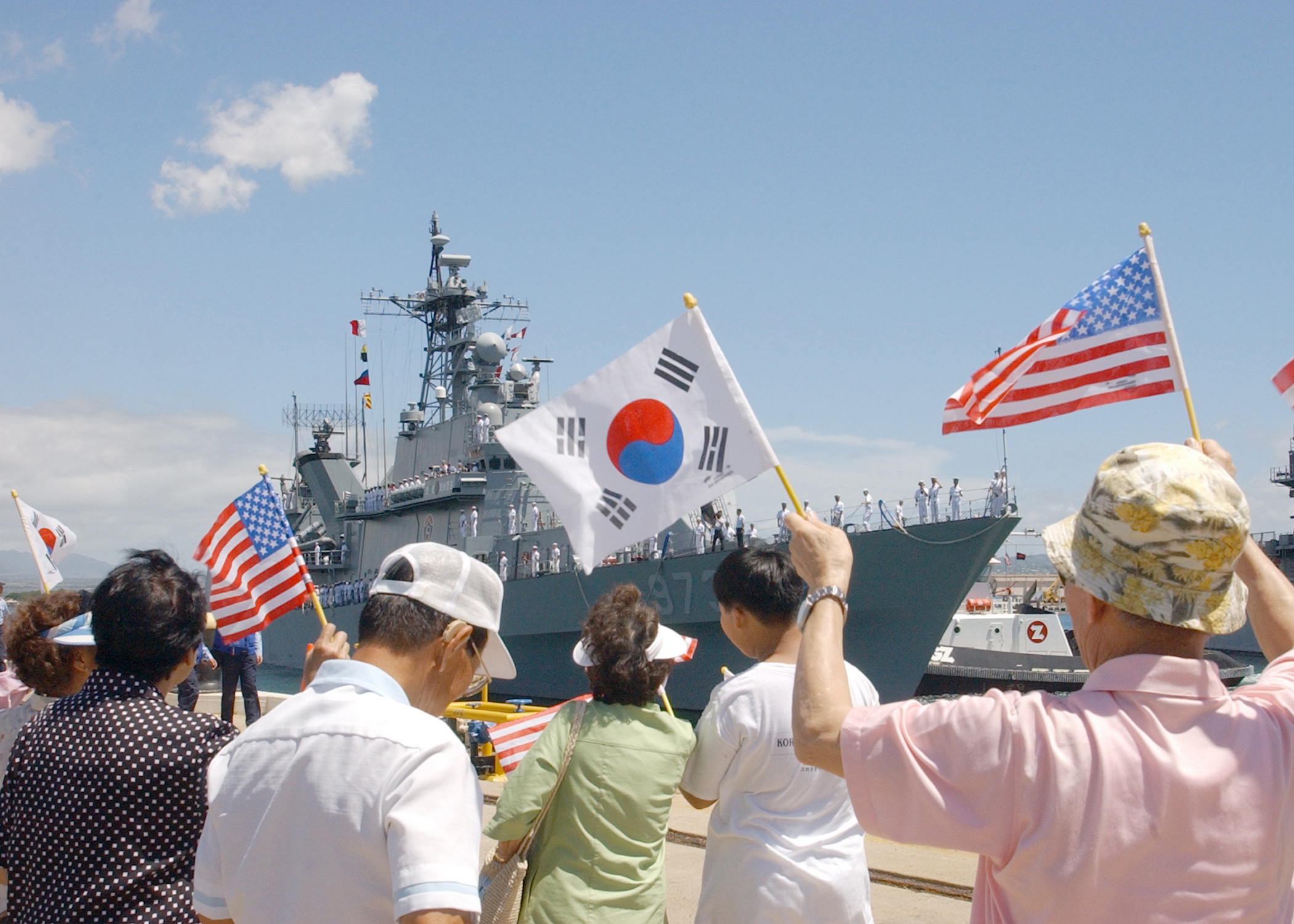
Um navio da Marinha da Coreia do Sul no Hawaii sendo recepcionado por sul-coreanos e norte-americanos.

As relações entre Coreia do Sul e Estados Unidos têm sido muito extensas desde 1948, quando os norte-americanos ajudaram a estabelecer o capitalismo na Coreia do Sul e lutaram ao seu lado, sob os auspícios da ONU, na Guerra da Coreia (1950-1953). Durante as quatro décadas seguintes, a Coreia do Sul experimentou um crescimento econômico, político e militar enorme, e reduziu significativamente a sua dependência dos Estados Unidos. Desde a administração Roh Tae-woo para a administração Roh Moo-hyun, a Coreia do Sul procurou estabelecer uma parceria com os Estados Unidos, que fez com que as relações Seul-Washington fossem submetidas a alguns atritos. No entanto, as relações entre os dois países foram muito fortalecidas sob a administração do conservador e pró-EUA, Lee Myung-bak.
Os Estados Unidos acreditam que a questão da paz e da segurança na península coreana é, em primeiro lugar, uma questão de decisão do povo coreano. Nos termos do Tratado de Defesa Mútua de 1953, os Estados Unidos concordaram em ajudar a República da Coreia a se defender contra as agressões externas. Em apoio a este compromisso, os Estados Unidos vem mantendo efetivos militares superiores a 28 mil soldados no país.

## História
Os Estados Unidos reconheceram a República da Coreia, com sua capital em Seul, como um estado independente em 1 de janeiro de 1949, em um comunicado da Casa Branca. As relações diplomáticas entre ambos foram estabelecidas em 25 de março de 1949, quando o embaixador Dr. John Myun Chang, apresentou as suas credenciais ao presidente Harry S. Truman.